# Ian Morris
Ian Morris, född den 30 november 1961 i Siparia, är en före detta friidrottare från Trinidad och Tobago som tävlade i kortdistanslöpning.
Morris främsta merit är silvermedaljen på 400 meter från inomhus-VM 1989. Vid Olympiska sommarspelen 1988 var han i final och slutade sjua på 400 meter. Vidare blev han sexa på 400 meter vid VM 1991 i Tokyo.

## Personliga rekord
- 400 meter - 44,21 från 1992